# بوساشي
بوساشي، (بالإنجليزية: Busachi)‏، (سردينيا: Busache)، هي بلدية في مقاطعة أوريستانو، في إقليم سردينيا الإيطالي، وتقع على بعد حوالي 90 كم (56 ميل) شمال كالياري، وحوالي 30 كم (19) ميل) شمال شرق أوريستانو.

## السكان
في سنة 1861 بلغ عدد السكان 2٬136 نسمة، وتطور العدد ليصل في سنة 2011 لـ 1٬379 نسمة.
يظهر هذا المخطط البياني تطور النمو السكاني لـ بوساشي